# Andira rosea
Andira rosea är en ärtväxtart som beskrevs av George Bentham. Andira rosea ingår i släktet Andira och familjen ärtväxter. Inga underarter finns listade i Catalogue of Life.